# Назаренко Юрій Іванович
Ю́рій Іва́нович Наза́ренко (Георгій) (13 (25) травня 1904 — 1991) — український літературознавець та перекладач, 1961 — член Спілки письменників СРСР.

## Життєпис
Його батько був залізничником. Дитячі роки провів у селі Гути Конотопського району.
Закінчив Вінницький інститут спеціального виховання, 1939 року — Київський педагогічний інститут.
Працював викладачем зарубіжної літератури у Вінницькому, Чернігівському та Бухарестському педагогічних інститутах, Київському університеті.
Працював у періодичних виданнях. Опубліковано чимало його статей, оглядів та заміток — про українську літературу та її зв'язки зі світовим письменством.
Вільно володів чотирнадцятьма мовами. Перекладав — з німецької мови драми Ф. Шіллера і Гергарта Гауптмана,
- з французької:
- роман Жуля Верна «П'ятнадцятирічний капітан»,
- п'єси «Марія Тюдор» Віктора Гюго,
- «Полковник Фостер визнає себе винним» Роже Франсуа Вайяна,
- працю «Історія війни козаків проти Польщі…» П'єра Шевальє.

Переклав українською мовою білоруські народні казки, п'єси Кіндрата Кропиви «З народом» і «Співають жайворонки», твори Змітрока Бядулі «Оповідання», окремі твори Янки Купали, Якуба Коласа, Петруся Бровки, Максима Танка, Івана Шамякіна та інших білоруських письменників.
Також перекладав з польської, чеської мов.
Написав бібліографічний довідник «Українська пожовтнева література в братніх республіках СРСР».
Систематично надсилав свої літературні твори землякам, передавав багато книг краєзнавчому музею.
Сприяв збагаченню експозиції Літературного музею Марка Вовчка НВК № 2 міста Немирова.
Похований у Конотопі.